# Friedrich Koncilia
Friedrich Koncilia (* 25. února 1948, Klagenfurt am Wörthersee) je bývalý rakouský fotbalista a trenér.
Hrál jako brankář, hlavně za Wacker Innsbruck a Austrii Vídeň. Hrál na MS 1978 a 1982.

## Hráčská kariéra
Koncilia hrál na postu brankáře za Austrii Klagenfurt, SV Wattens, Wacker Innsbruck, Anderlecht a Austrii Vídeň.
Za Rakousko chytal 84 zápasů, včetně 11 zápasů na MS 1978 a 1982.

## Trenérská kariéra
Koncilia i trénoval.

## Úspěchy
Innsbruck
- Rakouská liga (4): 1972, 1973, 1975, 1977
- Rakouský pohár (4): 1973, 1975, 1978, 1979

Austria Wien
- Rakouská liga (4): 1980, 1981, 1984, 1985
- Rakouský pohár (2): 1980, 1982